# Bürgermeisterei Wülfrath
Die Bürgermeisterei Wülfrath war im 19. Jahrhundert eine Bürgermeisterei im Kreis Mettmann und zwischenzeitlich im Kreis Elberfeld der preußischen Rheinprovinz. Sie ging aus Teilen der mittelalterlichen bergischen Herrschaft Schöller und des Amts Mettmann hervor, die 1806 unter den Franzosen aufgelöst und als Mairie Wülfrath dem Kanton Velbert zugeordnet wurden. Unter Preußen wurde die Mairie Wülfrath in die Bürgermeisterei Wülfrath umgewandelt.

## Hintergrund und Geschichte
Das Herzogtum Berg gehörte zuletzt aufgrund von Erbfällen zum Besitz Königs Maximilian I. Joseph von Bayern. Am 15. März 1806 trat er das Herzogtum an Napoleon im Tausch gegen das Fürstentum Ansbach ab und übereignete das Herzogtum Berg, sowie den rechtsrheinischen Rest des Herzogtums Kleve, an seinen Schwager Joachim Murat. Im Zusammenhang mit der Gründung des Rheinbunds entstand das Großherzogtum Berg.
Bald nach der Übernahme begann die französische Verwaltung im Großherzogtum neue und moderne Verwaltungsstrukturen nach französischem Vorbild einzuführen. Bis zum 3. August 1806 ersetzte und vereinheitlichte diese Kommunalreform die alten bergischen Ämter und Herrschaften. Sie sah die Schaffung von Départements, Arrondissements, Kantone und Munizipalitäten (ab Ende 1808 Mairien genannt) vor und brach mit den alten Adelsvorrechten in der Kommunalverwaltung. Am 14. November 1808 war dieser Prozess nach einer Neuordnung der ersten Strukturierung von 1806 abgeschlossen, die altbergischen Honschaften blieben dabei häufig erhalten und wurden als Landgemeinden den jeweiligen Mairien eines Kantons zugeordnet. In dieser Zeit wurde die Munizipalität bzw. Mairie Wülfrath als Teil des Kanton Velbert im Arrondissement Düsseldorf geschaffen.
Ihr gehörten neben der Stadt Wülfrath und dem Kirchdorf Düssel die altbergischen, zum Stadtbezirk zählenden  Honschaften Püttbach und Erbach, sowie die zum Landbezirk zählenden Honschaften Flandersbach, Rützkausen, Oberdüssel und Unterdüssel an. Die Honschaften Püttbach und Erbach wurden auch als Wülfrath-Auswärts bezeichnet.
1813 zogen die Franzosen nach der Niederlage in der Völkerschlacht bei Leipzig aus dem Großherzogtum ab und es fiel ab Ende 1813 unter die provisorische Verwaltung durch Preußen im sogenannten Generalgouvernement Berg, die es 1815 durch die Beschlüsse des Wiener Kongreß endgültig zugesprochen bekamen. Mit Bildung der preußischen Provinz Jülich-Kleve-Berg 1816 wurden die vorhandenen Verwaltungsstrukturen im Großen und Ganzen zunächst beibehalten und unter Beibehaltung der französischen Grenzziehungen in preußische Landkreise, Bürgermeistereien und Gemeinden umgewandelt, die häufig bis in das 20. Jahrhundert Bestand hatten. Der Kanton Velbert ging zusammen mit Teilen der Kantone Mettmann und Elberfeld im Kreis Mettmann auf (ab 1820 Kreis Elberfeld) und aus der Mairie Wülfrath wurde die Bürgermeisterei Wülfrath.
1815/16 lebten 3.739 Einwohner in der Bürgermeisterei. Laut der Statistik und Topographie des Regierungsbezirks Düsseldorf besaß die Bürgermeisterei 1832 eine Einwohnerzahl von 4.309, die sich in 640 katholische, 3.647 evangelische und 22 jüdische Gemeindemitglieder aufteilten. Die Wohnplätze der Bürgermeisterei umfassten zusammen drei Kirchen, zwölf öffentliche Gebäude, 429 Wohnhäuser, neun Fabriken und Mühlen und 677 landwirtschaftliche Gebäude.
Seit 1846 bildete die Bürgermeisterei Wülfrath eine Gemeinde gemäß der Gemeinde-Ordnung für die Rheinprovinz vom 23. Juli 1845. Am 23. Oktober 1856 wurde der Gemeinde Wülfrath von König Friedrich-Wilhelm IV. von Preußen die Rheinische Städteordnung und damit das Stadtrecht verliehen.
Das Gemeindelexikon für die Provinz Rheinland von 1888 gibt für die Bürgermeisterei eine Einwohnerzahl von 6.975 an (5.118 evangelischen, 1.845 katholischen, fünf sonstig christlichen und sieben jüdischen Glaubens), die in 321 Wohnplätzen mit zusammen 722 Wohnhäusern und 1.339 Haushaltungen lebten. Die Fläche der Bürgermeisterei (3.481 ha) unterteilte sich in 2.524 ha Ackerland, 231 ha Wiesen und 406 ha Wald.
Im Jahre 1914 wurden Teile der alten Honschaften Niederschwarzbach und Obschwarzbach von der Stadt Mettmann abgetrennt und in die Stadt Wülfrath eingegliedert.
Teile der alten Honschaften Oberdüssel und Unterdüssel mit dem Ort Dornap wurden 1975 mit dem sogenannten Düsseldorf-Gesetz aus der Stadt Wülfrath in die Stadt Wuppertal umgemeindet.

## Einwohnerentwicklung
| Jahr | Einwohner | Quelle |
| ---- | --------- | ------ |
| 1816 | 3.846     | [ 8 ]  |
| 1825 | 4.186     | [ 8 ]  |
| 1835 | 4.472     | [ 8 ]  |
| 1861 | 5.147     | [ 9 ]  |
| 1885 | 6.975     | [ 10 ] |
| 1910 | 10.103    | [ 11 ] |